# UGC 2
UGC 2 es una galaxia espiral localizada en la constelación de Andrómeda.